# Conférence de presse au Four Seasons Total Landscaping
 (décembre 2021).
La conférence de presse au Four Seasons Total Landscaping fut donnée par Rudy Giuliani, avocat de Donald Trump et ancien maire de New York, le 7 novembre 2020, 4 jours après l'élection présidentielle américaine de 2020, à Philadelphie en Pennsylvanie, pour en contester les résultats,,.
Le lieu inattendu de cet événement,, organisé par l'équipe de campagne de Donald Trump sur le parking d'une boutique d'aménagement paysager, à proximité d'un sex shop et d'un crematorium, laisse penser à quiproquo. Plusieurs médias américains suggèrent que les organisateurs voulaient en fait réserver le Four Seasons Hotel Philadelphia, un hôtel de luxe situé à proximité du Pennsylvania Convention Center où les votes de l’élection étaient comptés,,.
Le 9 novembre 2020, deux jours après l'événement, la presse révèle que l'homme ayant pris la parole aux côtés de Rudy Giuliani a été condamné dans les années 90 pour agression sexuelle envers des fillettes de 7 et 11 ans,.